# Dunaszekcső
Dunaszekcső è un comune dell'Ungheria di 2.017 abitanti (dati 2008) situato nella contea di Baranya, nella regione Transdanubio Meridionale.

## Storia
Nel territorio dell'attuale comune ungherese, sorse in epoca romana, sotto la dinastia dei Flavi un forte di truppe ausiliarie di nome Lugio, che rimase attivo fino almeno al IV-V secolo.